# Habib Abu Szahla
Habib Abu Szahla, Habib Abou Chahla – libański działacz niepodległościowy i polityk, prawosławny chrześcijanin, wicepremier w pierwszym rządzie Republiki Libańskiej. Od 22 października 1946 do 7 kwietnia 1947 sprawował funkcję Przewodniczącego Zgromadzenia Narodowego Libanu.